# Contea di New Haven
La contea di New Haven (in inglese New Haven County) è una contea posta nell'area centro-meridionale dello Stato del Connecticut negli Stati Uniti. È parte dell'area metropolitana di New York.
Come per le altre contee dello Stato del Connecticut la contea di New Haven rappresenta solo una divisione geografica del territorio dello Stato e non ha alcuna funzione amministrativa.

## Geografia fisica
La contea confina a nord con le contee di Litchfield e di Hartford, a est con la contea Middlesex, a sud si affaccia sul Long Island Sound ed a ovest confina con la contea di Fairfield.
Il territorio è prevalentemente pianeggiante e collinare solo nel nord dove raggiunge la massima elevazione di 320 metri.
Il confine con la contea di Fairfield è segnato dal fiume Housatonic. Nell'area centrale scorre il fiume Quinnipiac che sfocia nel New Haven Harbor dove è posta New Haven, la maggiore città della contea. Gli altri fiumi della contea hanno un corso relativamente breve sfociando direttamente nel Long Island Sound. Numerosi sono i laghi ed il maggiore è il lago Gaillard.
Oltre a New Haven, sede dell'Università di Yale, sulla costa sono situate le città di Milford e West Haven. Altre città sono Ansonia nell'est e Waterbury e Meriden nel nord della contea.

### Contee confinanti
- Contea di Hartford - nord
- Contea di Middlesex - est
- Contea di Fairfield - ovest
- Contea di Litchfield - nord-ovest

## Storia
I puritani fondarono la colonia del New Haven nel 1638 e si unirono alla colonia del Connecticut nel 1665, diventando una contea il 10 maggio 1666.

## Comuni

### Cities
- Ansonia
- Derby
- Meriden
- Milford
- New Haven
- Waterbury
- West Haven

### Towns
- Beacon Falls
- Bethany
- Branford
- Cheshire
- East Haven
- Guilford
- Hamden
- Madison
- Middlebury
- Naugatuck
- North Branford
- North Haven
- Orange
- Oxford
- Prospect
- Seymour
- Southbury
- Wallingford
- Wolcott
- Woodbridge

## Istruzione
La contea di New Haven rappresenta un centro di istruzione avanzato, con diverse note istituzioni all'interno dei propri confini situate principalmente nel comune di New Haven. Queste includono:
- Università del Connecticut
- Università di Yale
- Albertus Magnus College
- Gateway Community College
- Naugatuck Valley Community College
- Paier College of Art
- Post University
- Quinnipiac University
- Southern Connecticut State University
- University of New Haven